# 岡山県立水島工業高等学校
岡山県立水島工業高等学校（おかやまけんりつ みずしまこうぎょうこうとうがっこう）は、岡山県倉敷市西阿知町にある県立工業高等学校。通称は「水工（みずこう）」。

## 概要
倉敷市水島地区を中心とした産業界に向けた人材の育成を目的に、1962年に設立された。2003年からは、環境教育の視点でものづくりを行う「MECIA（メシア）プロジェクト」（下記参照）が立ち上げられた。

## 教育方針
- 規範意識と社会性を身につけ、積極的に社会に貢献する人を育成する学校
- 生徒一人ひとりの個性と可能性を伸ばし、創造力豊かな人を育成する学校
- 科学技術の進歩に主体的に対応できる、実践的な技術者を育成する学校
- 系統的・計画的なキャリア教育を通して、確かな職業観・勤労観を身につけた人を育成する学校
- 地域社会から必要とされ、保護者の期待に応えうる、開かれた学校づくりを推進する学校

## 沿革
- 1962年（昭和37年） - 開校式並びに入学式挙行
- 1962年（昭和37年） - 機械科・電気科・工業化学科で設立
- 1962年（昭和37年） - 倉敷工業高等学校内仮校舎にて授業開始
- 1962年（昭和37年） - 開校記念式挙行
- 1965年（昭和40年） - 第1回合宿ホームルーム実施
- 1967年（昭和42年） - 建築科新設
- 1970年（昭和45年） - 県教育委員会より体育推進優良学校として表彰
- 1970年（昭和45年） - 文部省指定「生徒指導」研究推進校として研究発表会を開催
- 1970年（昭和45年） - 文部省指定「生徒指導」研究推進校として文部省より感謝状
- 1971年（昭和46年） - 電子科新設
- 1972年（昭和47年） - 創立10周年記念会館完成
- 1977年（昭和52年）8月 - 野球部が第59回全国高等学校野球選手権大会に出場
- 1981年（昭和56年） - 保健体育優良推進校として表彰
- 1981年（昭和56年） - トレーニングセンター兼同窓会館一部３階増築
- 1986年（昭和61年） - 県教育委員会指定「学校安全」研究推進校として学校安全優良校表彰
- 1989年（平成元年） - 社会の変化に対応した新しい学校運営等に関する調査研究協力校の指定
- 1992年（平成04年） - 電子科を情報技術科に改編
- 1993年（平成05年） - 多目的ホール及び周辺整備並びに東門工事完了
- 2000年（平成12年） - 校歌碑建立
- 2002年（平成14年） - 社会経済生産性本部より「エネルギー教育実践校」の指定（平成14～16年度）
- 2003年（平成15年） - 県教育委員会より「スーパーエンバイロメントハイスクール」の指定（平成15～17年度）
- 2006年（平成18年） - 第22回時事通信社「教育奨励賞」優秀賞・文部科学大臣奨励賞を受賞
- 2015年（平成27年） - エアロMECIA飛行に成功
- 2024年（令和6年）4月4日 - 日本教育工学協会より、「学校情報化優良校」に認定[1]

## 設置学科
- 機械科
- 電気科
- 工業化学科
- 建築科
- 情報技術科

## MECIA（メシア）プロジェクト
専門5科（機械科：M、電気科：E、工業化学科：C、情報技術科：I、建築科：A）の生徒、教員が学科の枠を越えて連携・協力し、ものづくりを行うプロジェクト。
各専門科の略称から「MECIA」と命名した。
- 2003年（平成15年） 燃料電池車「MECIA」完成
- 2004年（平成16年） 燃料電池車「スーパーMECIA」完成
  - 高等学校エコカーレース総合大会燃料電池車部門 第4位
- 2005年（平成17年） 燃料電池車「ウルトラMECIA」完成
  - 高等学校エコカーレース総合大会燃料電池車部門 優勝
- 2005年（平成17年） バイオディーゼル燃料車「BGF MECIA」完成
- 2006年（平成18年） 福祉用燃料電池車「ゴールデンMECIA」完成
- 2009年（平成21年） - 2015年（平成27年）
  - 有人飛行機「エアロMECIA」製作　
    - 2013年12月23日 NHK「嵐の明日に架ける旅」で放送

## 部活動

### 運動部
- 卓球
- ソフトテニス
- バスケットボール
- 野球
- サッカー
- バレーボール
- 水泳
- 剣道
- 陸上競技
- ウェイトリフティング
- 弓道
- 柔道
- 空手道
- バドミントン
- ハンドボール
- 登山
- 自転車競技
- 少林寺拳法

### 文化部
- 吹奏楽
- 化学
- 写真
- 天文
- 放送文化
- 機械工作
- 美術
- 社会奉仕
- 将棋
- 建築研究
- 社会問題研究
- コンピュータ
- 電気工作
- 陶芸
- ガラス工芸
- 竹細工・木彫
- 模型
- エアロMECIAプロジェクト
- 生徒会
- 応援団

平成27年度（一部26年度）の実績（全国大会出場以上）
ウェイトリフティング部　
- 全国高等学校総合体育大会（インターハイ）近畿大会 105kg級 第1位、69kg級 第3位
- 第70回国民体育大会和歌山大会 105kg級 第1位、69kg級 第3位

自転車競技部
- 全国高等学校総合体育大会（インターハイ）近畿大会 出場
- 第70回国民体育大会和歌山大会 出場

バドミントン部
- 全国高等学校総合体育大会（インターハイ）近畿大会 個人ダブルス 第3位
- 第70回国民体育大会和歌山大会 準優勝

陸上競技部
- 全国高等学校総合体育大会（インターハイ）近畿大会 出場

写真部
- 平成26年度全国高等学校総合文化祭写真部門 最優秀賞（文部科学大臣賞）

## 著名な卒業生
- 佐々木誠（元プロ野球選手）
- 小橋正義（競輪選手）
- 豊田知之（競輪選手）
- 今井大悟（元プロサッカー選手）
- 山下恭平（バドミントン選手）
- 中西淳（YouTuber）

## アクセス
JR山陽本線西阿知駅より徒歩2分